# Mestre Macaúba do Bandolim
Mestre Macaúba do Bandolim, nascido José Felipe da Silva em 30 de julho de 1943, no bairro Rodolfo Teófilo , em Fortaleza, é um dos mais renomados bandolinistas do Brasil. Conhecido por seu virtuosismo e carisma, ele se destaca nas rodas de choro e é considerado uma referência para novas gerações de músicos. Autodidata, começou a tocar aos sete anos e dedicou mais de seis décadas ao choro, sendo homenageado como Tesouro Vivo da Cultura e Mestre da Cultura pela Secretaria de Cultura do Estado do Ceará - SECULT/CE. A tradição musical de sua família já alcança a quarta geração, fazendo de Macaúba um ícone da cultura popular cearense.

## Biografia
José Felipe da Silva, nasceu em 30 de julho de 1943, na cidade de Fortaleza no bairro Rodolfo Teófilo, mais conhecido como Mestre Macaúba do Bandolim, é um músico da cidade de Fortaleza, conhecido nas rodas de choro da cidade tocando bandolim, artista virtuoso, dono de uma técnica precisa, uma interpretação ímpar e um carisma inigualável, com mais de sessenta anos dedicados à música, especialmente ao Choro, Macaúba segue sendo uma das principais referências para a nova geração de chorões da cidade.[carece de fontes?]
Músico autodidata, começou a tocar aos 7 anos de idade, quando iniciou violão, passou pelo cavaquinho até chegar ao bandolim. Trabalhou até 1970 como metalúrgico, quando decidiu viver de música.[carece de fontes?]
Com 16 filhos, 13 netos, 12 bisnetos e 2 tataranetos, a família do Mestre Macaúba continua numa tradição de bandolinistas que já está na quarta geração que começou pelo seu pai, Walter Pereira, um outro grande bandolinista da cidade de Fortaleza.[carece de fontes?]
Em 2018 recebe da Universidade Estadual do Ceará o título de Notório Saber em Cultura Popular, no mesmo ano é diplomado Tesouro Vivo da Cultura pela Secretaria de Cultura do Estado do Ceará e  Consagrado Mestre da Cultura pela Secretaria de Cultura do Estado do Ceará.[carece de fontes?]
Participou de  shows com outros grandes nomes da música brasileira, tais como Núbia Lafayette, Altamiro Carrilho, Noite Ilustrada, Dominguinhos, Hamilton de Holanda, Yamandu Costa. Foi professor de renomados músicos de Fortaleza como Tarcísio Sardinha entre outros. Sócio Honorário do Clube de Choro de Brasília, tocou nos mais renomados palcos do Estado do Ceará e do Brasil. Sendo homenageado  e premiado no  Festival Jazz e Blues, Mel, Chorinho e Cachaça entre outros.

## Discografia
- Choro de Botequim - 1996
- Esperando a Feijoada - 1998
- Meu Bandolim - 2003